# Factory International
Factory International (Интернациональная фабрика) — это культурное пространство, строящееся в настоящее время в Манчестере, Англия, которое станет постоянным местом проведения Манчестерского Международного Фестиваля (ММФ)(MIF).
Он спроектирован международным бюро Office for Metropolitan Architecture (OMA), основанным Ремом Колхасом, и станет их первым крупным постоянным культурным сооружением в Соединенном Королевстве.
Внутренние помещения Фактори Интернейшонал занимают около 13,300 м² (143,16 фут²) с адаптивностью, предназначенной для проведения крупномасштабных и тесных работ в различных формах искусства, включая танец, театр, музыку, оперу, изобразительное искусство, поп-культуру и цифровую работу, а также крупные выставки и концерты. Работы, заказанные для Фактори Интернейшонал, будут представлены на международном уровне, в то время как ММФ будет проводиться каждые два года.

## История
Планы построить Фактори Интернейшонал были объявлены в декабре 2014 года тогдашним канцлером Джорджем Осборном, который пообещал инвестиции в размере 78 миллионов фунтов стерлингов в рамках программы Northern Powerhouse . Фактори Интернейшонал была поддержана городским советом Манчестера, который заявил, что место проведения «сыграет важную роль, помогая Манчестеру и северу Англии обеспечить подлинный культурный противовес Лондону».
Правительство объявило, что с 1 апреля 2018 года они будут предоставлять Совету по делам искусств Англии дополнительные 9 миллионов фунтов стерлингов в год для поддержки доходов Factory. :9
Городской совет Манчестера предоставил разрешение на строительство здания в январе 2017 года, объявив в то же время, что MIF будет управлять центром с Марком Боллом, бывшим художественным руководителем Лондонского международного театрального фестиваля .

## Расположение
Фактори Интернейшонал строится на месте бывшей студии Granada Studios, где снимались Coronation Street и другие телешоу, и находится в Сент-Джонс, «новом культурном сообществе Манчестера», которое разрабатывается Allied London, купившей участок. с городским советом Манчестера.
Развитие Фактори Интернейшонал совпадает с развитием соседнего Музея науки и промышленности, который «станет частью творческой общественной сферы, с творческой наукой MSI … уравновешивая творческое и культурное производство Factory». :11Музей строит новую Специальную выставочную галерею стоимостью 6 миллионов фунтов стерлингов вместе с Фактори Интернейшонал; новая галерея должна была быть завершена к 2020 году
Фактори Интернейшонал расположен рядом с рекой Ирвелл и рядом с другими культурными объектами в центре города, в том числе с Народным историческим музеем, библиотекой Джона Райлендса, Оперным театром, домом и театром Королевской биржи .

## Дизайн
Бюро OMA была выбрано для разработки Фактори Интернейшонал после международного конкурса.
Фактори Интернейшонал покрывает 13,300 м² (143,16 фут²) и будет состоять из трех основных внутренних помещений: первого этажа, амбара и зрительного зала, с дополнительными помещениями внутри и снаружи здания. Амбар будет вмещать до 5000 человек, а зрительный зал — до 1600 мест. Склад и зрительный зал могут проводить мероприятия одновременно, а также амбар может быть разделен акустической стеной на два пространства. Оба пространства также могут быть объединены для создания и представления различных типов и масштабов событий. Две общественные площади на северной и западной сторонах здания также составляют территорию Фактори Интернейшонал и схема включает восстановление и повторное использование северной кирпичной арочной части железнодорожного виадука с колоннами, внесенного в список памятников архитектуры II степени .

## Создание программы
MIF займет и возглавит Фактори Интернейшонал, создавая круглогодичную программу, основанную на искусстве, которое он заказывает и представляет для 18-дневного фестиваля, который проходит каждые два года.
Как и MIF, программа Фактори Интернейшонал будет сосредоточена на премьерах новых работ создателей и художников, разработанных в сотрудничестве с другими фестивалями, продюсерами и организациями. Как и в случае с MIF, большая часть созданных работ будет представлена по всему миру.
Программа будет включать в себя около 10 масштабных заказов каждый год, а также крупные выставки и до 80 концертов живой музыки. Пространство также будет принимать постановки со всего мира и проводить мероприятия на открытых площадях.
Фактори Интернейшонал будет проводить круглогодичную программу Creative Engagement, основанную на существующей программе работы MIF, которая дает возможность людям разного происхождения и возраста со всего Манчестера стать волонтерами, выступать на фестивальных мероприятиях, участвовать в творческой деятельности, приобретать новые навыки и демонстрировать свои работы.
Factory International будет работать с местными сообществами по всему Большому Манчестеру и внутри них, привлекая их в качестве творческих сотрудников к совместным проектам и постановкам, созданным ими.
MIF будет по-прежнему проводиться каждые два года, принося новые работы на площадки и находя места по всему Большому Манчестеру, работая с культурными организациями региона.

### Виртуальная фабрика
В июле 2020 года MIF запустил Virtual Factory, серию онлайн-заказов от ведущих международных художников, вдохновленных Factory International, ее архитектурой и историей сайта. Первым заказом стал Your Progress Will Be Saved художника-аватара LaTurbo Avedon, в котором Factory International была встроена в глобальную игровую платформу Fortnite Creative . Среди будущих артистов Дженн Нкиру, Тай Шани и Роберт Янг .

## Обучение и трудоустройство
Фактори Интернейшонал предлагает программу повышения квалификации, участия и обучения под названием Factory Academy. Ожидается, что в течение пяти лет будет создано до 1400 полностью финансируемых мест для обучения навыкам и преподаванию, особенно ориентированных на молодежь, что обеспечит отправную точку для работы в творческих отраслях и охватит до 10 000 молодых людей в регионе посредством дальнейшего обучения и задействия возможностей. Ожидается, что Фактори Интернейшонал создаст 1500 рабочих мест с полной занятостью и добавит до 1,1 миллиарда фунтов стерлингов в экономику Манчестера за десятилетие. Он также предложит программу навыков, обучения и взаимодействия для людей, живущих в Большом Манчестере.
Заводская академия поддерживается Консорциумом культурных навыков Большого Манчестера.
С момента запуска в 2018 году Фактори Интернейшонал реализовала несколько проектов. В январе 2019 года семь местных жителей, которые не получали образования и не работали, прошли семимесячную стажировку в MIF по таким ролям, как ИТ, цифровые технологии, производство, продажа билетов и разработка. В январе 2020 года пятеро молодых людей были приняты на работу в качестве учеников техников творческих площадок вместе с членами Консорциума.